# Кайруан (футбольний клуб)
«Кайруан» (фр. Jeunesse sportive kairouanaise; араб. الشبيبة الرياضية القيروانية) — туніський футбольний клуб з міста Кайруан. Домашні матчі проводить на стадіоні «Алі Зуауї», який вміщує 25 000 глядачів.

## Досягнення
- Чемпіон Тунісу — 1 (1977)